# (56629) 2000 KV
(56629) 2000 KV – planetoida pasa głównego. Odkrył ją 25 maja 2000 Paul Comba pracujący w Prescott Observatory (USA).
(56629) 2000 KV krąży wokół Słońca z okresem 3 lat i 285 dni po lekko spłaszczonej orbicie (mimośród ok. 0,16). Jej odległość maksymalna wynosi ok. 2,82 j.a., a minimalna – 2,03 j.a.